# 天主教利隆圭總教區
天主教利隆圭總教區（拉丁語：Archidioecesis Lilongvensis）是馬拉維一個羅馬天主教教省總教區，下轄三個教區。是該國兩個總教區之一。

## 歷史
1889年7月31日設尼亞薩宗座監牧區，1897年2月12日升為代牧區。1959年4月25日設教區，2011年2月9日升為總教區。

## 現況
總教區包括中央區大部分地區，2004年有教友774,760人（佔轄區總人口17.9%）、卅三個堂區、112名司鐸。現任總主教為雷米·若瑟·古斯塔夫·聖馬利。